# Tabriz
Tabriz uttal (fil) (persiska: تبریز; azerbajdzjanska: تبریز, Təbriz eller Täbriz) är en stad i nordvästra Iran, 620 kilometer från Teheran. Tabriz är den viktigaste staden och administrativ huvudstad i provinsen Östazarbaijan och har cirka 1,5 miljoner invånare vilket gör den till en av landets folkrikaste städer. Den är även huvudort för delprovinsen Tabriz. Det gamla namnet för Tabriz är Tauris.
Tabriz grundlades 791 av abbasiderna. Staden har sedan dess varit med om flera invasioner och jordbävningar. Den har ansetts vara födelseplatsen för profeten Zarathustra av vissa forskare. I Tabriz finns många sevärdheter, bland annat kyrkor, moskéer och den kända basaren i Tabriz.
Det finns också en minoritet av kurder i Tabriz som har emigrerat till staden.
Staden är också känd för sina handknutna Tabrizmattor.
Staden har en flygplats, Tabriz International Airport.